# أسس الرياضيات

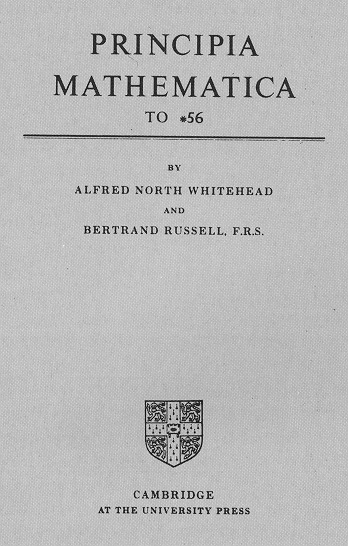

أسس الرياضيات (بالإنجليزية: Foundations of mathematics)‏ هي دراسة الأسس الفلسفية والمنطقية و/أو الخوارزمية للرياضيات، أو بمعنى أشمل هي الدراسة الرياضية للنظريات الفلسفية حول ماهية الرياضيات. وبذا يصعب التمييز بين فلسفة الرياضيات وأسس الرياضيات.
تُعنى أسس الرياضيات بدراسة المفاهيم الرياضية الأساسية (كالدوال ، والمجموعات والأعداد ، والكائنات الهندسية وغيرها ) . وكيف تكون مركبات ومفاهيم أخرى أكثر تعقيداً ، خصوصاً المفاهيم الجذرية كاللغات الرياضية (الصيغ الصورية ، النظريات الرياضية ونماذجها المعنوية ، التعريفات الرياضية ، المبرهانات ، الخوازميات وغيرها ) ،وتدعى أيضاً مفاهيم ميتا-رياضية ،مع إعتبار الجوانب الفلسفية والوحدة الرياضية لهذه المفاهيم والتركيبات .
إن البحث عن أسس للرياضيات هو إحدى الأسئلة الرئيسية جدا في فلسفة الرياضيات ، كما أن الطبيعة المجردة للمفاهيم الرياضية تمثل تحدياً فلسفياً من نوعٍ خاص.
أسس الرياضيات أو أصول الرياضيات مصطلح يستعمل في أحيانا في بعض حقول الرياضيات، مثل المنطق الرياضي، ونظرية المجموعات، ونظرية البرهان، ونظرية النموذج، ونظرية النمط ونظرية العودية. إن البحث في أسس الرياضيات هو في نفس الوقت السؤال المركزي في فلسفة الرياضيات: ما القاعدة المطلقة التي تبقى فيها العبارات الرياضياتية صحيحة؟

## السياق التاريخي

### الرياضيات في اليونان القديمة
على الرغم من أهتمام العديد من الحضارات القديمة  بالرياضيات إلا أن اهتمام اليونانيين القدماء بأسس الرياضيات و بالنواحي النظرية منها كان أكثر وضوحاً.
ناقش الفلاسفة اليونانيون القدماء فكرة ما هو أساسي، الهندسة الرياضية (الأشكال، قياس الحجوم والمساحات) أم الحساب (العمليات الأساسية على الأعداد) واختلفوا فيها. قدم الفيلسوف زينون الإيلي (490 ق.م - 430 ق.م)  أربعة مفارقات تظهر استحالة حدوث التغيير. أصرت المدرسة الفيثاغورية في البدء على وجود الأعداد الطبيعية والأعداد الكسرية فقط، ولكن اكتشاف استحالة كتابة {\displaystyle {\sqrt {2}}} (نسبة قطر المربع إلى طول أحد أضلاعه) بصورة عدد كسري (بمعنى آخر اكتشاف الأعداد غير النسبية) في القرن الخامس قبل الميلاد شكل صدمة لهم تقبلوا على أثرها هذه الحقيقة على مضض. ليقوم تلميذ أفلاطون إيودوكسوس من كنيدوس بحل هذا التناقض بين الأعداد الكسرية والأعداد الحقيقية (التي تشمل الأعداد غير النسبية)، وبهذا سبق تعريف ريتشارد ديدكايند (1831–1916) للأعداد الحقيقية.
في كتاب البرهان قام أرسطو (384 ق.م–322 ق.م) بوضع قواعد منهج البديهيات لتنظيم أي حقل معرفي بشكل منطقي باستخدام مفاهيم أساسية ومسلمات وافتراضات تعريفات ونظريات. أخذ أرسطو أغلبية الامثلة في كتابة من الحساب والهندسة الرياضية. وصل هذا المنهج إلى أعلى مستوى له في اليونان القديمة في كتاب الأصول لإقليدس (300 ق.م) وفيه قام بدراسة الرياضيات بمستوى عالي من الصرامة الرياضية، حيث يقوم إقليدس في الكتاب بتبرير أي افتراض عن طريق سلسلة من القياسات المنطقية (لا تتفق دوماً مع بشكل صارم مع النماذج التي وضعها أرسطو). يعتبر القياس المنطقي ومنهج البديهيات التي وضعها أرسطو وقام أقليدس بتوضيحها إنجازاً علمياً لليونان القديمة.

## الأسس الفلسفية للرياضيات

### الأفلاطونية
“الإفلاطونيون, مثل كورت غودل (1906–1978), يرون بأن الأرقام هي كائنات مجردة, وبالتالي كائنات موجودة, ومستقلة عن عقل الإنسان”
أن الفلسفة الأساسية للواقعية الرياضياتية الإفلاطونية، كما شرحها الرياضياتي كورت غودل، تقترح بوجود عالم للكائنات الرياضياتية مستقلة عن الإنسان; وإن الإنسان يكتشف الحقائق عن هذه الكائنات. وعلى حسب هذه النظرة، نجد بأن قوانين الطبيعة وقوانين الرياضيات لهما نفس المنزلة، وفعاليتها تستمر حتى تكون غير معقولة. هي ليست من بديهياتنا، لكن العالم الحقيقي للكائنات الرياضياتية تشكل هذه الأسس. السؤال الواضح هو: كيف ندخل إلى هذا العالم؟

### الشكلية
“الشكليون, مثل ديفيد هيلبرت (1862–1943), يرون بأن الرياضيات ليس أكثر ولا أقل من لغة رياضياتية. فهي ببساطة سلسلة من الألعاب...” 
إن الفلسفة الأساسية للشكلية formalism، كما شرحها الرياضياتي ديفيد هيلبرت، تعتمد على نظرية المجموعات والمنطق الشكلي. ففعلياً، جميع المبرهنات الرياضية اليوم يمكن لها أن تصاغ كمبرهنات من نظرية المجموعات. وعلى حسب هذه النظرة، نجد بأن حقيقة العبارات الرياضياتية هو لا شيء، وإن هذه العبارات يمكن اشتقاقها من بديهيات نظرية المجموعات مع استعمال قواعد المنطق الشكلي.

## وصلات خارجية
- القائمة البريدية لأسس الرياضيات